# Domhnall Riabhach MacMurrough-Kavanagh
Domhnall Riabhach MacMurrough-Kavanagh (en irlandais Domhnall Riabhach mac Gearailt Mac Murchadha Caomhánach), mort le 21 avril 1476, est le 10e roi de Leinster de vers 1455 à 1476.

## Origine
Domhnall Riabhach est le fils cadet de Gearalt (mort en 1431), le frère et tánaiste de Donnchad mac Art MacMurrough-Kavanagh qui avait dirigé de facto le royaume entre 1419 et sa mort. Sa mère est Sadhbh la fille de Donnchadh O'Byrne.

## Règne
Domhnall Riabhach conteste l'autorité de son oncle dès 1444, il le défait militairement en 1445 avec l'appui des O'Byrne. Mais il se réconcilie avec lui et ce dernier le désigne comme son successeur en 1447. Il le représente lors de la soumission des irlandais du Leinster à Richard d'York en août 1449.
Il consolide son alliance avec la famille Butler en mariant deux de ses enfants dans leur parenté. Il abandonne alors son alliance avec les O'Byrne et les deux lignées combattent dans des camps opposés en 1453 lorsque Thomas FitGerald, 7e comte de Kildare, s'oppose aux Butlers. Il succède finalement à son oncle lorsque ce dernier se retire en sa faveur vers 1455. 
Au cours de la décennie 1460, il demeure en paix mais rejoint Gerald, seigneur de Decies, lorsqu'il prend les armes après l’exécution en 1468 de son frère Thomas FitzGerald, 7e comte de Desmond, sur ordre du Lord Lieutenant John Tiptoft. Sa proximité avec l'archevêché de Dublin lui permet d'obtenir du Saint-Siège la restauration éphémère du diocèse de Glendalough au début de la décennie 1470 en faveur de l’évêque Michael (mort le 22 octobre 1481) et de ses successeurs jusqu'en 1500.  
Selon les Annales de Loch Cé, « Mac Murchadha, roi de Laighen », c'est-à-dire Domhnall Riabhach, fils de Gérald, se brise une jambe lors d'une chute de cheval et meurt à la suite de cet accident le 24 avril 1476.
Il a comme successeur son cousin Murchadh Ballagh MacMurrough-Kavanagh. Après la disparition de ce dernier en 1511, trois des fils de Domhnall Riabhach se succèdent comme roi de Leinster jusqu'en 1531.

## Postérité
Domhnall Riabhach épouse une fille anonyme de Sir Richard Butler of Polestown (en) (mort en 1443) et de Catherine O'Reilly. Ils laissent une importante postérité d'au moins six fils et une fille dont :
- Art Buidhe, 12e roi de Leinster de 1511 à 1517, ancêtre du Sliocht Airt Bhuidhe ;
- Gearalt MacMurrough-Kavanagh, 13e roi de Leinster de 1517 à 1523 ;
- Muiris MacMurrough-Kavanagh, 14e roi de Leinster de 1523 à 1531 ;
- Sabh (morte en 1508), d'abord maîtresse puis épouse de son cousin James Butler de Polestown (en), Lord Deputy d'Irlande.

## Sources
- (en) Dictionary of Irish Biography : Emmett O'Byrne MacMurrough (Mac Murchadha), Domhnall Riabhach
- (en) Art Cosgrove (dir.), New History of Irland,Volume II ‘’Medieval Ireland 1169-1534’’, Oxford, Oxford University Press, 2008 (ISBN 978019 9539703).
- (en) T.W Moody, F.X. Martin et F.J. Byrne, A New History of Ireland IX Maps, Genealogies, Lists. A companion to Irish History part II, Oxford, Oxford University Press, 2011 (ISBN 9780199593064).